# Leave the Door Open
"Leave the Door Open" é o single de estreia do duo estadunidense Silk Sonic, composto por Bruno Mars e Anderson Paak. Foi lançada através das gravadoras Aftermath Entertainment e Atlantic Records em 5 de março de 2021, como primeiro single do álbum An Evening with Silk Sonic. Alcançou a 1ª posição na Billboard Hot 100, dos Estados Unidos.

## Antecedentes
Em uma entrevista a Zane Lowe para o podcast Beats 1 da Apple Music, Anderson Paak disse que a canção exigiu muita "paciência e delicadeza" para ser criada. Ele acrescentou: "Muita carne foi usada para essa música. Já Bruno Mars ao ser perguntado por um fã em sua página oficial do Twitter, se todos ficariam loucos com o novo single, ele respondeu “Eu não penso sobre isso. Eu só quero dar a vocês o melhor que posso dar e espero que todos amem tanto quanto eu”.

## Composição
"Leave the Door Open" é uma música de R&B e soul, influenciada pelos gêneros, Soul da Filadélfia, Smooth soul e Quiet storm,  onde sua letra romântica descreve um "convite erótico detalhado".

## Videoclipe
O videoclipe foi dirigido por Mars e Florent Dechard e apresenta Mars e Paak, como Silk Sonic tocando a música junto com uma banda em um estúdio vintage, enquanto várias mulheres dançam a faixa. Foi lançado simultaneamente ao single em 5 de Março de 2021 no canal oficial de Mars do Youtube/Vevo.

## Recepção da Crítica
O portal Vagalume descreveu "Leave the Door Open" como uma homenagem ao soul dos anos 70 e a comparou ao trabalho da dupla de compositores Kenny Gamble e Leon Huff e do cantor Smokey Robinson, Lucy Wynne do portal Louder Than War, disse que "é um clássico suave dos anos 70, que irá seduzi-lo a deixar sua porta aberta com a possibilidade de Mars ou Paak entrarem para fazer uma serenata para você com um pouco de R&B suave e sensual". Marc Hogan da Pitchfork disse que "Mars e Paak transforma o soul dos anos 70 em um drama de fantasia, sem drama".

## Performances ao Vivo
"Leave the Door Open" foi apresentada pela primeira vez na 63ª edição do Grammy Awards que ocorreu em 14 de Março de 2021, com visual e estética que remetia a década de 70, com ternos de lazer laranja queimado, enquanto uma constelação de luzes girava ao redor deles. 

O crítico da Billboard, Joe Lynch disse que "pode ter sido o Grammy de 2021, mas parece ter saído direto do Soul Train.

## Alinhamento de faixas
| Download Digital |                       |         |  |
| N.º              | Título                | Duração |  |
| 1.               | "Leave the Door Open" | 4:02    |  |

| Download Digital - Versão ao vivo |                              |         |  |
| N.º                               | Título                       | Duração |  |
| 1.                                | "Leave the Door Open" (live) | 4:20    |  |

## Créditos
Credits adapted from Tidal.
| - Bruno Mars – vocal, compositor, produtor, guitarra, congas - Anderson .Paak – vocal, compositor, bateria - D'Mile – compositro, produtor, piano - Christopher Brody Brown – compositor, baixo - Larry Gold – condução de cordas, arranjo - Mike Feingold – guitarra solo - Glenn Fischbach – violoncelo - Jonathan Kim – viola - Yoshihiko Nakano – viola - Blake Espy – violino | - Emma Kummrow – violino - Gared Crawford – violino - Natasha Colkett – violino - Tess Varley – violino - Luigi Mazzocchi – violino - Charles Moniz – engenharia - Alex Resoagli – assistente de engenharia - Serban Ghenea – mixagem - John Hanes – engenharia de mixagem - Randy Merrill – masterização |

## Histórico de lançamento
| País           | Data                | Versão          | Formato                     | Gravadora           |
| -------------- | ------------------- | --------------- | --------------------------- | ------------------- |
| Mundo          | 5 de Março de 2021  | Versão do álbum | Download digital, streaming | Aftermath, Atlantic |
| Estados Unidos | 8 de Março de 2021  | Versão do álbum | Radio Hot AC                | Atlantic            |
| Itália         | 12 de Março de 2021 | Versão do álbum | Radio Top 40                | Warner              |
| Mundo          | 2 de Abril de 2021  | Versão ao Vivo  | Download digital, streaming | Aftermath, Atlantic |